# Kazimierz Laskowski (sportowiec)
Kazimierz Laskowski h. Korab, ps. „Kazik” (ur. 7 listopada 1899 w Troicku, zm. 20 października 1961 w Warszawie) – polski sportowiec, zawodnik, instruktor, trener, sędzia oraz działacz społeczny i popularyzator sportu oraz wychowania fizycznego, major Wojska Polskiego.

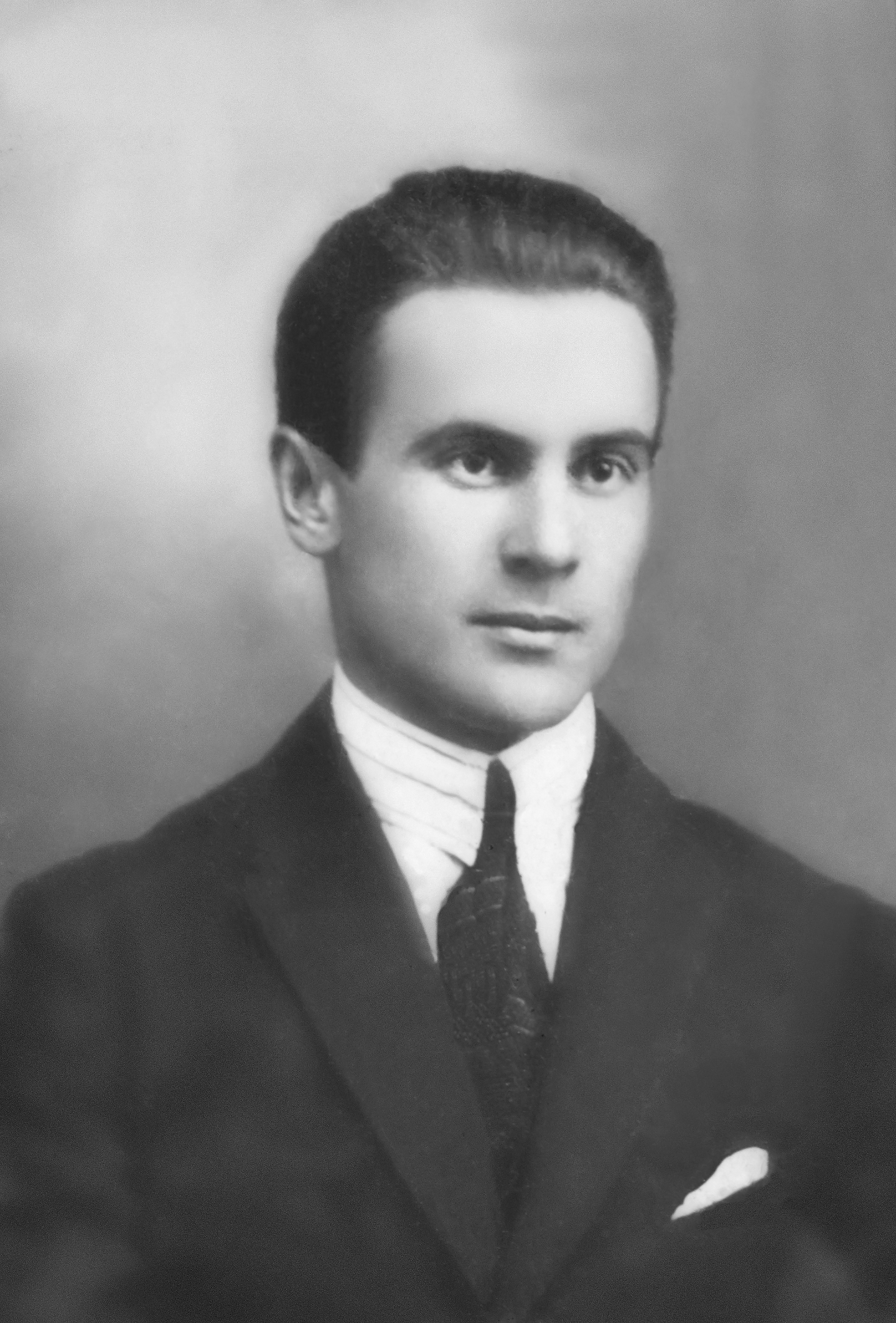
Kazimierz Laskowski w młodości

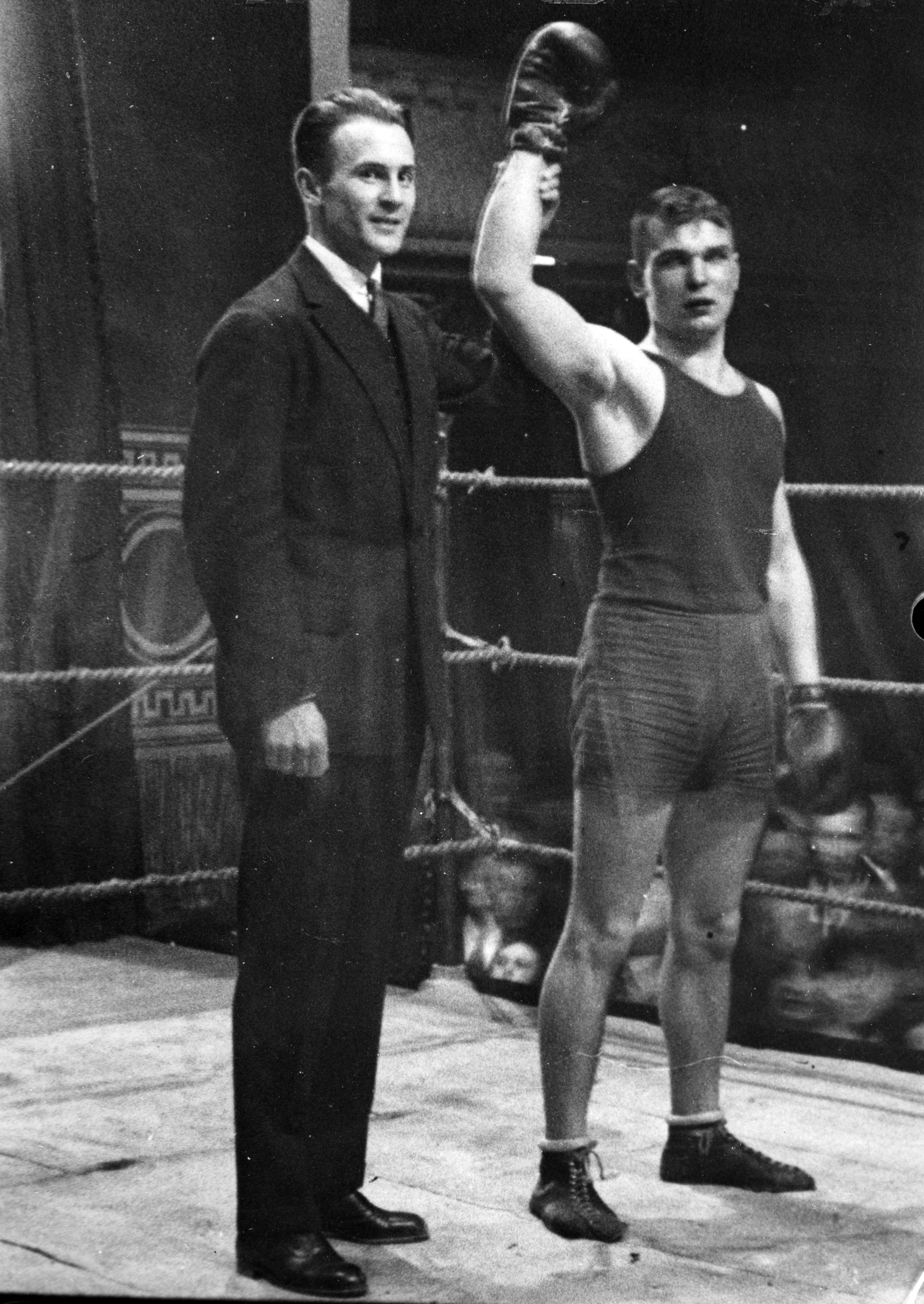
Kazimierz Laskowski jako sędzia bokserski

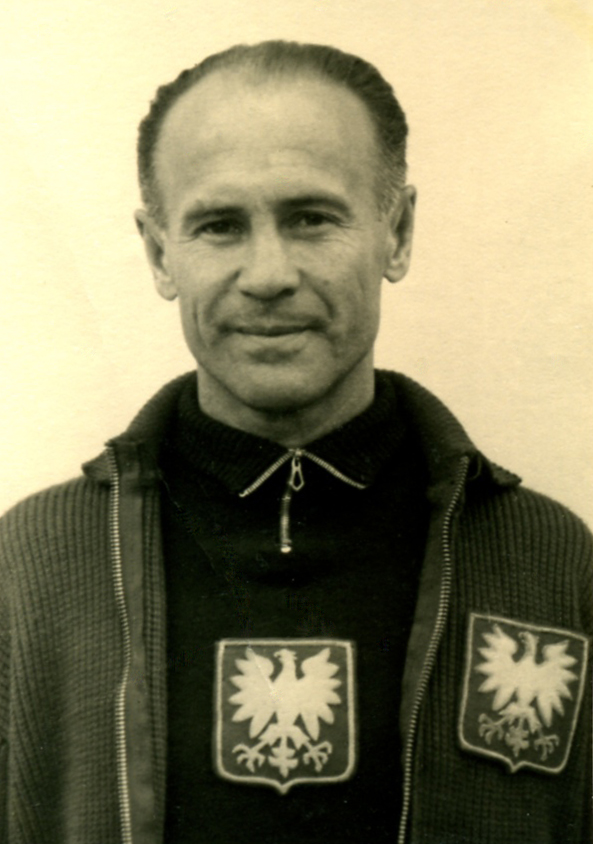
Kazimierz Laskowski jako trener reprezentacji w 1959

## Rodzina
Jego dziadkowie brali udział w powstaniu styczniowym. Był czwartym dzieckiem inżyniera-technologa Wacława Jacka i Marii Joanny z Missunów. Ojciec zesłany został na Syberię za udział w zamachu na cara Aleksandra III. Miał brata Ottona. Był dwukrotnie żonaty – pierwszy raz w 1929 z Amelią Gabrielą Pawicką (z Podczaskich), która w okresie międzywojennym była znaną florecistką, kierowała referatem kobiecym w PZSz; drugi raz z Marią Teresą z Rychterów. Z drugą żoną miał dwóch synów: Kazimierza Wacława (ur. 1952) i Wacława Ottona (ur. 1955).

## Nauka
Uczył się początkowo w domu rodzinnym, a następnie w gimnazjach: w Troicku (1910–1911), Witebsku (1911–1914) oraz w Gimnazjum Towarzystwa Ziemi Mazowieckiej w Warszawie przy ulicy Klonowej (1914–1918).
Od 20 października 1921 uczestniczył w pierwszym kursie dla nauczycieli wychowania fizycznego zorganizowanym wspólnie przez Centralną Wojskową Szkołę Gimnastyki i Sportów oraz Studium Wychowania Fizycznego przy Uniwersytecie Poznańskim, który ukończył we wrześniu 1922. Był w tym czasie uczniem Eugeniusza Nowaka (boks) oraz Gollinga i Leopolda Talglera (szermierka).
W 1923 dokończył edukację ogólną zdając maturę w gimnazjum w Równem.
W latach 1924–1938 odbywał studia i staże na uczelniach i w ośrodkach sportowych Francji, Włoch, Węgier, Niemiec i Holandii, poznając u źródła teorię, metodykę i praktykę nauczania sportów walki (boks, savate, jujutsu, szermierka) oraz dodatkowo ratownictwa wodnego. Doskonalił własne umiejętności (technikę i taktykę walki) trenując w Salle de Boxe Leclerca w Paryżu (m.in. z Emile Romerio) czy biorąc lekcje u takich sław szermierczych jak: Luigi Barbasett, Aldo Nadi, Italo Santelli, Rakossy czy László Borsody.
Formalne wykształcenie wyższe uzupełnił po II wojnie światowej zdając w 1950 egzamin magisterski, jako ekstern.

## Służba wojskowa i praca
Podstawowe przeszkolenie wojskowe zdobył w warszawskim gnieździe Polskiego Towarzystwa Gimnastycznego „Sokół”, którego był członkiem od 1916. Brał udział w rozbrajaniu Niemców jesienią 1918. 9 listopada 1918 wstąpił do Wojska Polskiego Skierowany do Szkoły Podchorążych Piechoty (Ostrów Mazowiecka i Warszawa) – klasa H, którą ukończył 24 czerwca 1919. Został mianowany podporucznikiem 1 lipca 1919. Uczestniczył w wojnie polsko-bolszewickiej 1920 jako dowódca plutonu 7 kompanii w 14 pułku piechoty, a następnie dowódca plutonu i kompanii w 44 pułku Strzelców Kresowych. Wyróżnił się 14 lipca 1920 w starciu pod Kuszlinem na Ukrainie za co został odznaczony Krzyżem Walecznych. 1 stycznia 1923 został awansowany do stopnia porucznika (ze starszeństwem z dniem 1 grudnia 1920).
W latach 1922–1923 był instruktorem boksu i szermierki w Centralnej Wojskowej Szkole Gimnastyki i Sportów w Poznaniu.
Od 1923 do 1926 r. pełnił funkcje instruktora, pomocnika kierownika i kierownika wychowania fizycznego w Szkole Podchorążych Piechoty w Warszawie. Równolegle był instruktorem sportu w Państwowym Instytucie Wychowania Fizycznego. Lata 1926–1929 spędził ponownie w Poznaniu jako instruktor i kierownik kursu szermierki w CWSGiS. W 1929 przeniesiony wraz z kadrą CWSGiS do Warszawy nauczał szermierki, boksu, walki wręcz i ratownictwa wodnego w CIWF (później AWF). W grudniu 1929 otrzymał z nadania PUWFiPW jako pierwszy w Polsce tytuł fechmistrza amatora (wraz z Adamem Papée) i wszedł w skład komisji egzaminacyjnej dla kandydatów na fechmistrzów. W 1930 został kierownikiem dwuletnich kursów fechmistrzowskich zorganizowanych na terenie CIWF. W latach 1931–1939 prowadził dział wychowania fizycznego i sportu w wydawanej przez brata Ottona Laskowskiego Encyklopedii Wojskowej. Był także autorem wielu artykułów dotyczących sportu i wychowania fizycznego w czasopismach specjalistycznych i ogólnotematycznych. Na stopień kapitana został mianowany ze starszeństwem z 19 marca 1937 i 20. lokatą w korpusie oficerów piechoty. W marcu 1939 pełnił służbę w Akademii Wychowania Fizycznego Józefa Piłsudskiego w Warszawie na stanowisku dowódcy kompanii szermierzy oddziału wojskowego.
W kampanii wrześniowej dowodził 2. kompanią strzelecką rezerwowego 95 pułku piechoty, w składzie 39 Dywizji Piechoty Rezerwowej. 27 września 1939 dostał się do niewoli niemieckiej, w której przebywał do 2 maja 1945. Większość czasu spędził w Oflagu II C Woldenberg. W obozie był członkiem Koła Nauczycieli WF, inicjatorem prowadzenia wszechstronnych ćwiczeń fizycznych wśród jeńców, a także organizatorem zawodów bokserskich. W ramach tajnej działalności wyszkolił około 200 jeńców w walce wręcz.
Uwolniony przez oddziały armii amerykańskiej pozostał na terenie Niemiec przyjmując pracę na rzecz UNRRA. W latach 1945–1946 był komendantem OXFORD CAMP – obozu dla tzw. Dipisów narodowości litewskiej, łotewskiej i estońskiej w brytyjskiej strefie okupacyjnej.
Od połowy 1946 przeszedł do Polskiej Misji Wojskowej, a następnie Konsulatu RP w Berlinie, jako kierownik referatu transportowego oraz przedstawiciel Polski w Zjednoczonej Egzekutywie Repatriacyjnej przy Sojuszniczej Radzie Kontroli Niemiec. Wrócił do kraju w maju 1948 w stopniu majora. W grudniu 1948 skierowany do pracy w Komendzie Głównej PO „Służba Polsce”. W grudniu 1949 przeniesiony do AWF w Warszawie, początkowo jako adiunkt Działu Ciężkiej Atletyki, następnie adiunkt Ośrodka Metodycznego Wydziału Wojskowego AWF. Od końca 1950 kierował początkowo tzw. „Działem”, a następnie Zakładem Szermierki i Boksu. Ostateczne w styczniu 1954 objął stanowisko p.o. kierownika Katedry Szermierki, Boksu i Strzelectwa Sportowego i Kierownika Zakładu Szermierki (z tytułem zastępcy profesora), które pełnił do października 1961. Jednocześnie w latach 1951–1960 był kierownikiem wyszkolenia szermierczego ZG AZS.

## Kariera sportowa

### Początki
Sport zaczął uprawiać czynnie od 1916. Próbował swych sił w wielu dyscyplinach (lekkoatletyka, strzelectwo, pięciobój nowoczesny, a nawet rugby) jednak największe sukcesy osiągnął w szermierce i boksie. Zaczynał w Warszawskim Kole Sportowym w Parku Agrykola (sekcje: lekkiej atletyki, boksu i szermierki). Jego pierwszymi nauczycielami byli: Henryk Jeziorowski, Stanisław Budny i Stanisław Szczepkowski.

### Bokser
Jako pięściarz stoczył oficjalnie 27 walk, z których 3 zremisował, a pozostałe wygrał. Był autorem pierwszego k.o. oglądanego na publicznych zawodach w Polsce (zorganizowanych przez YMCA jeszcze przed powstaniem PZB), pokonując w Warszawie w 1922 gdańszczanina Eingebauera. W 1925 wywalczył tytuł mistrza Wojska Polskiego w wadze półśredniej. W 1926 roku zakończył karierę zawodniczą.

### Szermierz
Pierwszy sukces szermierczy osiągnął na Mistrzostwach juniorów Warszawy w 1917, zajmując pierwsze miejsce. W 1923 r. zajął 3. miejsce w szabli i szpadzie na akademickich mistrzostwach Polski. W następnym roku wywalczył 3. miejsce w szpadzie na pierwszych akademickich mistrzostwach świata w Warszawie. Zwyciężał w turniejach klasyfikacyjnych. W latach 1923–1937 był wielokrotnym mistrzem i wicemistrzem Wojska Polskiego (w grupie oficerskiej) we wszystkich trzech broniach. Trzy razy zdobył tytuł Mistrza Polski (1929 – szpada; 1930 – szabla; 1931 – szpada), 3 razy był wicemistrzem (1928 – szabla; 1929 – floret; 1930 – szpada), 1 raz wywalczył 3. miejsce (1929 – szabla) – na 5 startów. Reprezentant Polski w latach 1927–1930. W 1928 r. jako członek polskiej drużyny szablistów zdobył na igrzyskach olimpijskich w Amsterdamie brązowy medal. W 1930 na mistrzostwach świata w Liège wywalczył wraz z drużyną w składzie: Tadeusz Friedrich, Kazimierz Laskowski, Leszek Lubicz-Nycz, Adam Papée, Władysław Segda, Kazimierz Szempliński, Jerzy Zabielski 3. miejsce w turnieju szabli. W tym samym roku w Ostendzie na Wojskowych Mistrzostwach Europy został indywidualnym wicemistrzem w szabli, podczas gdy polska drużyna szablowa w składzie: K. Laskowski, L. Lubicz-Nycz, W. Segda, K. Szempliński i J. Zabielski zajęła kolejny raz 3. miejsce. Od 1931 w konflikcie z władzami PZSz kwestionującymi jego statut amatora. Zawieszony w prawach członka drużyny narodowej, wystąpił na początku 1932 z PZSz i do wybuchu II wojny światowej brał udział tylko w krajowej rywalizacji szermierzy wojskowych. Powtórnie członek PZSz od 1949, jako pięćdziesięciolatek wrócił do czynnego uprawiania szermierki. W latach 1949–1952 zdobywał wraz z drużyną CWKS Legia Warszawa tytuły wicemistrzowskie w szabli i szpadzie. W 1950 w turnieju indywidualnym Mistrzostw Polski w szermierce w zapomnianej dzisiaj konkurencji – walce na bagnety – zajął 4. miejsce.

### Inne sporty
W latach 20. grał w rugby. W 1926 został wicemistrzem Wojska Polskiego w pięcioboju nowoczesnym.

### Kluby
W trakcie wieloletniej kariery zawodniczej reprezentował najczęściej barwy CWSGiS, Szkoły Podchorążych Piechoty w Warszawie oraz AZS Warszawa. Był także zawodnikiem klubów: YMCA, Pentatlon, poznańskiego AZS (krótko), Orzeł Biały, K.S. Cestes i CWKS Legia Warszawa (w okresie powojennym). Kilkakrotnie wystąpił jako niezrzeszony. Po 1952 roku zajmował się już tylko pracą naukową (liczne publikacje) i szkoleniowo-dydaktyczną.

### Kariera działacza
Brał udział w wielu wydarzeniach o kapitalnym znaczeniu dla rozwoju sportu w Polsce. W okresie międzywojennym był działaczem PZB i AZS. W 1922 uczestniczył w uroczystej akademii szermierczej we Lwowie, po której doszło do utworzenia Polskiego Związku Szermierczego. 2 grudnia 1923 wziął udział w historycznym zebraniu na którym powołano Polski Związek Bokserski. Został sekretarzem pierwszego zarządu PZB. W 1925 reprezentował PZB na międzynarodowym kongresie ówczesnej federacji bokserskiej (FIBA) w Sztokholmie (jednocześnie opiekując się jedynym reprezentantem Polski na bokserskich mistrzostwach Europy – Zygfrydem Wendem). W latach 1927–1928 współuczestniczył w przygotowaniach drużyny bokserskiej do Igrzysk IX Olimpiady w Amsterdamie. Przez wiele lat pełnił funkcję sędziego na zawodach bokserskich i turniejach szermierczych. Powtórnie zaangażował się w działalność społeczną po powrocie do kraju w 1948. Od końca 1949, był przewodniczącym sekcji szermierczej Stołecznego Komitetu Kultury Fizycznej (komisje: szkoleniowa, sędziowska, trenerska), przewodniczącym Rady Trenerów GKKF oraz członka zarządu PZSz (przewodniczący Wydziału Spraw Sędziowskich) i sędziego szermierczego klasy międzynarodowej.

### Osiągnięcia metodyczne, dydaktyczne i trenerskie
Był jednym z pionierów nauczania boksu i innych sztuk walki w Polsce. Jego uczniami w okresie międzywojennym byli między innymi pięściarze: Piotr Mizerski, Julian Neuding, Marian Reutt i Zygfryd Wende. On też odkrył talent Edwarda Fiszmajstra, dla którego wymyślił znany na ringach całego świata pseudonim Ran. Współtworzył polską szkołę szermierki, kładąc duży nacisk na technikę i taktykę walki. Opracował polskie nazewnictwo szermiercze, programy nauczania i treningu, organizowania zawodów oraz zasady sędziowania. Był wychowawcą licznego zastępu zawodników, trenerów i fechmistrzów. Do grupy jego wychowanków należeli m.in.: Adolf Czypionka, Zygmunt Fokt, Władysław Kurpiewski, Eugeniusz Kaźmierski, Stanisław Kruciński, Andrzej Piątkowski, Barbara Ryszel-Orzechowska, Zbigniew Skrudlik, Włodzimierz Strzyżewski, Antoni Taranda. Prowadzona przez niego sekcja szermiercza AZS (Warszawa) zajmowała w latach 1953–1960 miejsca w pierwszej trójce we wszystkich broniach w Drużynowych Mistrzostwach Polski. Zorganizował profesjonalne nauczanie ratownictwa wodnego.
Został pochowany na cmentarzu Bródnowskim (kwatera 59A-1-17).

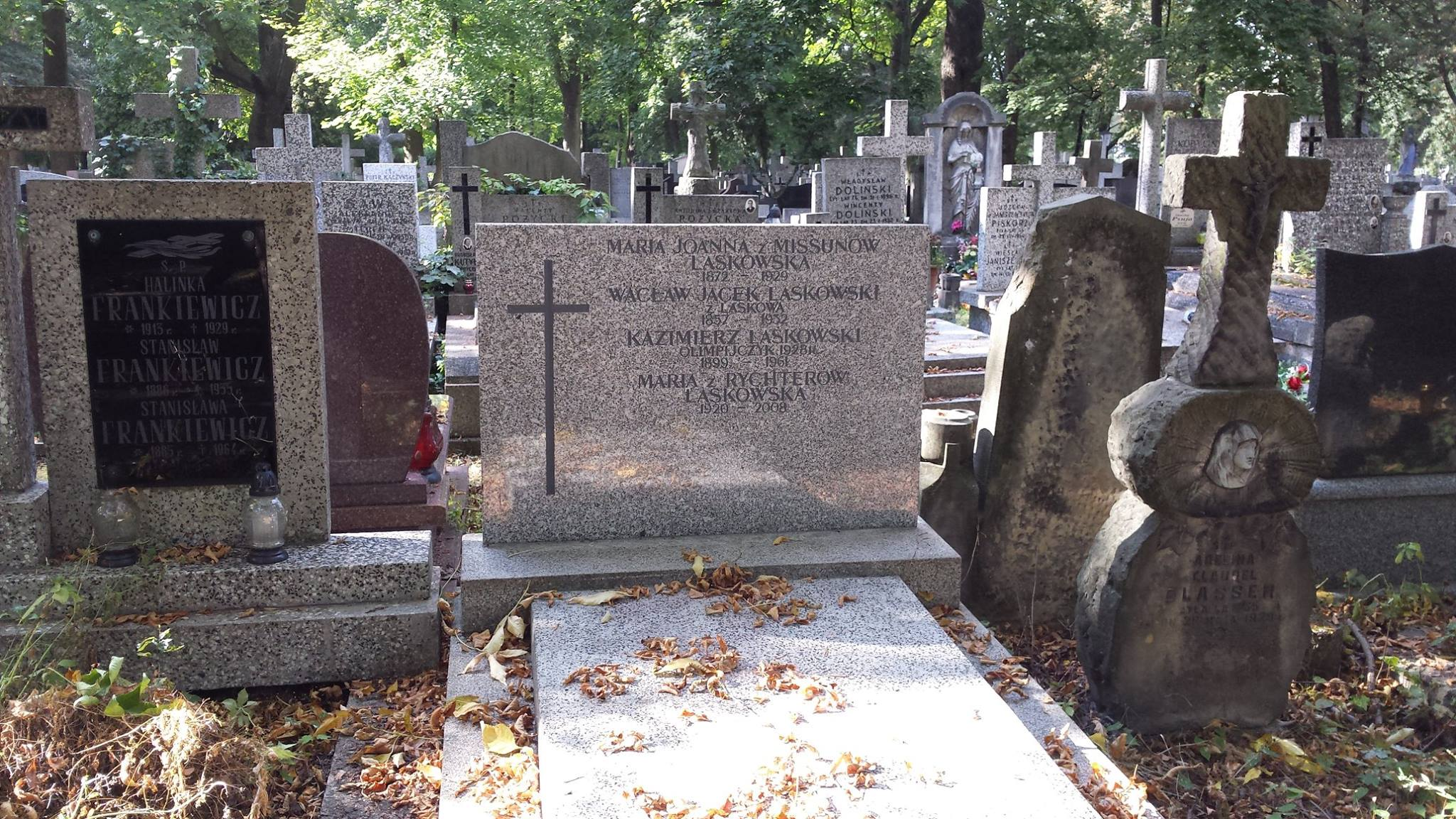
Grób mjra Kazimierza Laskowskiego na cmentarzu Bródnowskim

## Publikacje
Był autorem wielu prac z różnych dziedzin sportu, w tym:
- Boks, Główna Księgarnia Wojskowa (1932)
- Samoobrona w 17 chwytach, Główna Księgarnia Wojskowa (1934)
- Nauczanie szermierki na szable, CIWF (1935)
- Ratowanie tonących, Główna Księgarnia Wojskowa (1939)
- Walka wręcz, Wydawnictwo Ministerstwa Spraw Wojskowych (1939)
- Tablice współzależności wszystkich możliwych działań szermierczych GKKF (1950)
- Definicje pojęć i działań szermierczych, GKKF (1950)
- Sportowa szermierka na bagnety, GKKF (1951)
- Historia Szermierki, AWF (1953)
- Historyczny szkic rozwoju szermierki (maszynopis, 1950–1956–1957)

## Ordery i odznaczenia
- Krzyż Walecznych nr 7865[10]
- Złoty Krzyż Zasługi
- Srebrny Krzyż Zasługi (dwukrotnie: po raz pierwszy 10 listopada 1928[15])
- Medal Pamiątkowy za Wojnę 1918–1921
- Medal Dziesięciolecia Odzyskanej Niepodległości
- Medal Zwycięstwa i Wolności 1945
- Odznaka „Zasłużony Działacz Kultury Fizycznej”
- Odznaka „Zasłużony Olimpijczyk”
- Złota odznaka AZS